# Nackt unter Leder
Nackt unter Leder (Originaltitel:  La Motocyclette) ist ein britisch-französischer Spielfilm aus dem Jahr 1968 nach dem Roman Das Motorrad (französisch La motocyclette) von André Pieyre de Mandiargues. Regie führte Jack Cardiff.

## Handlung
Die frisch verheiratete Rebecca erwacht früh morgens nach wirren Träumen neben ihrem Ehemann Raymond und beschließt, von ihrem Wohnort im Elsass nach Heidelberg zu Daniel, ihrem Geliebten, zu fahren. Ohne Raymond zu wecken, streift sie sich nackt einen hautengen Motorradanzug aus schwarzem Leder über, steigt auf ihr Motorrad, eine Harley, und fährt los.
Auf der Fahrt überlässt sie sich Erinnerungen und erotischen Fantasien, die als filmische Rückblicke Rebeccas Beziehung zu den beiden Männern und ihre Besessenheit von Daniel entwickeln:
Bevor Rebecca den Lehrer Raymond heiratet, arbeitet sie im Buchladen ihres Vaters. Dort begegnet sie Daniel, einem attraktiven Schweizer Dozenten, der in Deutschland arbeitet. Obwohl er weiß, dass sie verlobt ist, beginnen die beiden eine Affäre und er bringt ihr das Motorradfahren bei. Er verspricht ihr ein Hochzeitsgeschenk und bald wird ihr eine Harley-Davidson geliefert. Ihr Vater rät entschieden, das Geschenk abzulehnen, doch der ahnungslose Raymond meint, sie solle es nicht zurückgeben, wenn es sie unglücklich mache.
Also besucht sie mit dem Motorrad immer wieder Daniel in Heidelberg. Auf einer Fahrt zurück nach Hause entscheidet sie auf halber Strecke, dass sie bei ihrem Liebhaber bleiben will und dreht wieder um. Sie ist alkoholisiert, euphorisiert, fährt schnell und waghalsig. Die Fahrt endet abrupt, als ein Lastwagen vor ihr ausschert und sie rammt. Sie wird in die Windschutzscheibe eines entgegenkommenden Autos geschleudert.

## Produktion
Drehorte waren unter anderen Heidelberg, Straßburg, Hagenau, Genf und Karlsruhe.

### Veröffentlichung
Der Film war im Mai 1968 unter dem internationalen Festivaltitel The Girl on a Motorcycle im Programm des Filmfestivals Cannes, das aber wegen der Studentenrevolte in Frankreich abgebrochen wurde. Er lief im Juni 1968 in den französischen Kinos unter dem französischen Originaltitel La Motocyclette an, in der BRD war er ab Februar 1969 zu sehen. In den USA erschien eine Neuauflage auch unter dem Titel Naked Under Leather.
Ungekürzt wurde Nackt unter Leder als DVD 2006 und als Blu-ray 2019 veröffentlicht. Die kürzere Laufzeit der beiden Medien im Vergleich zur ungekürzten Kinoversion ist durch eine höhere Bildfrequenz bedingt.

### Synchronisation
| Darsteller         | Sprecher               | Rolle              |
| ------------------ | ---------------------- | ------------------ |
| Alain Delon        | Joachim Ansorge        | Daniel             |
| Marianne Faithfull | Renate Küster          | Rebecca            |
| Marius Goring      | Ernst Wilhelm Borchert | Rebeccas Vater     |
| Roger Mutton       | Uwe Friedrichsen       | Raymond            |
| Jacques Marin      | Martin Hirthe          | Tankwart           |
| Bari Jonson        | Michael Chevalier      | Erster Zollbeamter |

## Rezeption
Die zeitgenössische Kritik lehnte den Film eher ab; Ende 1967 schrieb die Variety: „Dem Film fehlt echte erotische Atmosphäre. Aber er ist gut gefilmt und hat ein erschütterndes Ende.“ „Marianne Faithfull […] setzt recht schlichte Mimik ein, ohne dass es ihr gelingt, den Gefühlen der jungen Frau Ausdruck zu verleihen.“
Ian Wright urteilte 1968 im Guardian, der Film sei eine „erbärmliche Katastrophe“.
Renata Adler konnte im selben Jahr in der New York Times wenigstens den Motorrad-Szenen etwas abgewinnen. Sie seien von Cardiff schön in Szene gesetzt und hätten „eine Art barocke musikalische Qualität“ mit der er eine fröhliche Stimmungssteigerung erzeuge. Der Rest sei wohl eher etwas für „Motorsex“-Fans. „Der Barbarella-Anzug, die Dialoge, und Dinge, die immer wieder in andere Dinge eindringen – dieser Film übererklärt seine Symbole.“ Marianne Faithfull bescheinigte sie ein „hübsches, ausdrucksloses Gesicht“.
Der katholische Filmdienst nennt das von Marc Spitz als „zweifellos typischer Sixties-Schundfilm“ bezeichnete Werk Nackt unter Leder „filmisch ambitioniert“, bemängelt aber „die oberflächliche Darstellung von Frustration und Begierde“ und beurteilt die „Übernahme von Bildern und Symbolen aus der Vorlage [als] sehr prätentiös“.
In der SZ wird der Film im Jahr 2019 als „verqueres Gegenstück zur Pariser Nouvelle Vague“ eingeordnet.

## Verweise
- Nackt unter Leder im Lexikon des internationalen Films
- Nackt unter Leder in der Deutschen Synchronkartei
- The Girl on a Motorcycle (Full Movie) auf YouTube (mit Altersbeschränkung)